# Arroyo de las Pavas
El arroyo de las Pavas es un curso de agua uruguayo, ubicado en el departamento de Artigas, perteneciente a la cuenca hidrográfica del río Uruguay.
Nace en la Cuchilla de las Pavas, cercano a la localidad de Baltasar Brum y discurre con rumbo sur hasta desembocar en el arroyo Yacuy.